# Monte Çika
El monte o montaña Çika (en albanés: Mal Çika) es un pequeño cordal de Albania, localizado en la parte central de las montañas Ceraunias. El punto más elevado del monte es el pico Maja e Çikës, con 2044 metros sobre el nivel del mar que con una prominencia de 1563 metros, es el 104.º pico más prominente de Europa. Destaca también el pico Maja e Qorrës, con 2018 m.
Las Ceraunias se extienden unos 100 kilómetros a lo largo de la Riviera albanesa, en dirección noroeste desde Sarandë hasta la península de Karaburun. 
El clima es mediterráneo, con veranos calurosos e inviernos generalmente templados a frescos y secos. Además, el monte se encuentra dentro de la ecorregión terrestre de los bosques caducifolios ilirios del bioma de los bosques templados latifoliados y mixtos paleárticos. El monte también forma parte del parque nacional de Llogara, que destaca por su rica biodiversidad y vegetación. En el flanco occidental del monte se desarrollan especies como el abeto búlgaro, el pino austriaco, el pino bosnio y el pino macedonio.
La ciudad portuaria de Vlora está a unos 40 km al noroeste del monte Cika. En los picos del monte Çika hay una magnífica vista de las norteñas Islas Jónicas, así como de la costa italiana de Puglia (Otranto).

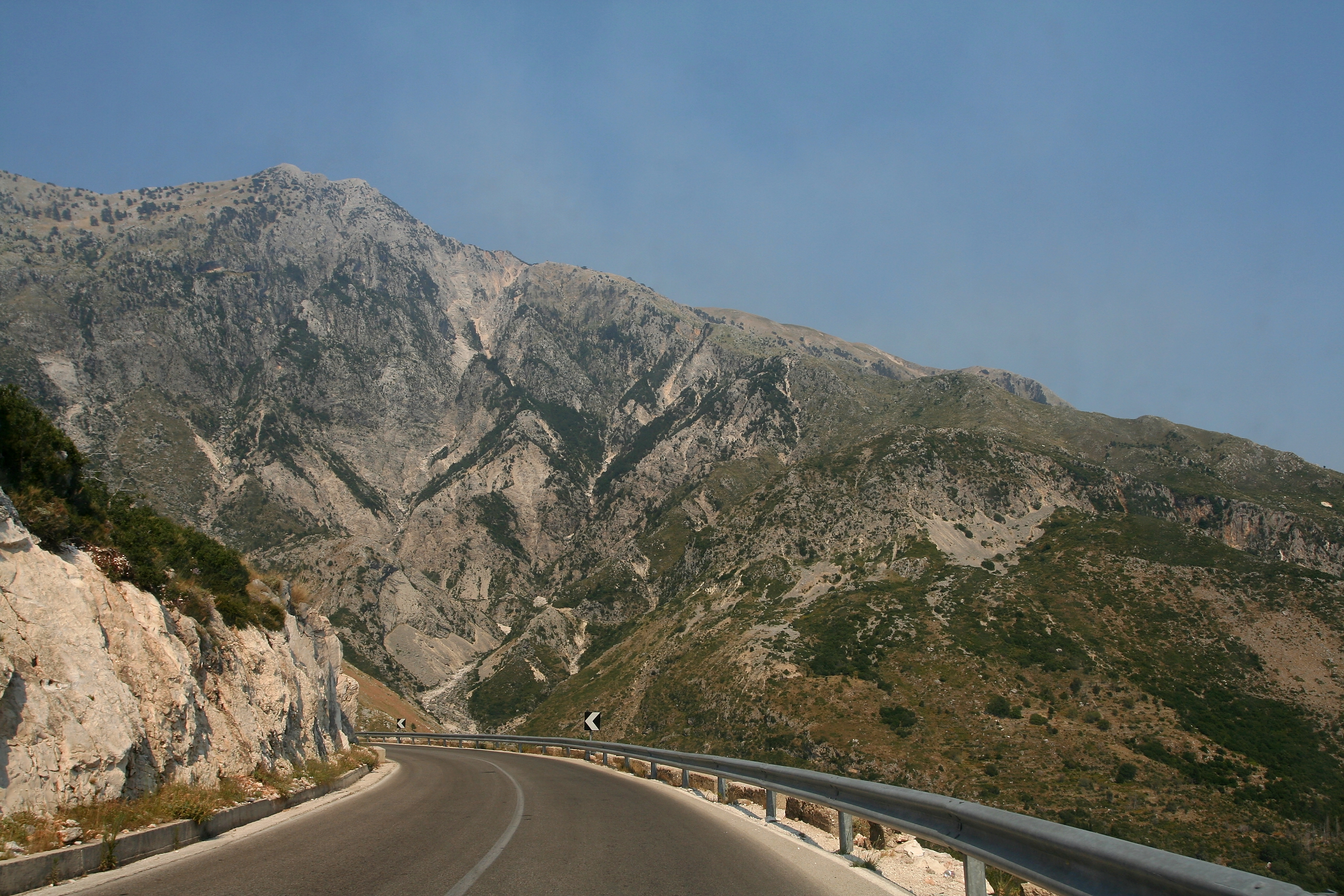
Çika visto desde la carretera SH8
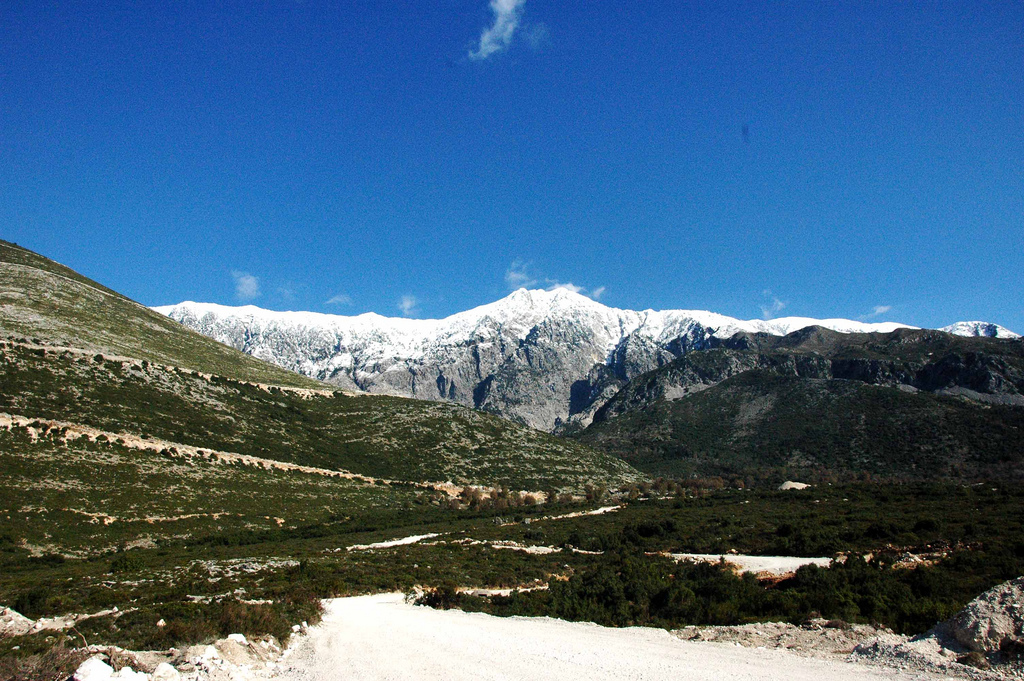
Vista desde la playa de Dhërmi
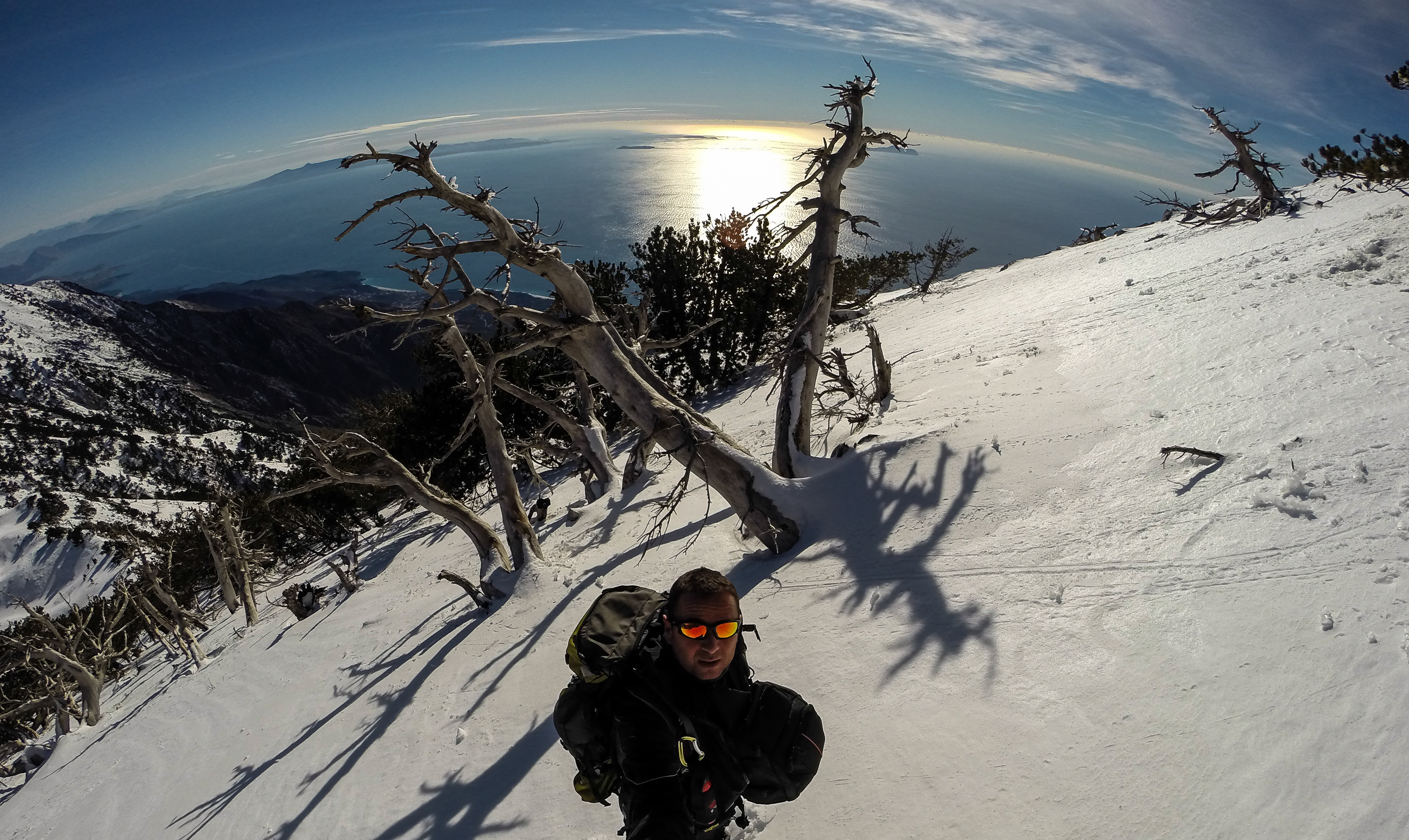
Vista desde la cima